# Verkiezingen voor het Europees Parlement 2009/Kandidatenlijst/Solidara
Hieronder staat de kandidatenlijst van de Solidara voor de Europese Parlementsverkiezingen 2009.

## Kandidatenlijst
1. Düzgün Yildirim
2. Niermala Jankie
3. Sarwar Eric
4. Bob Hoogendoorn
5. Els Graczyk
6. Kenneth Naipal
7. Margriet Twisterling
8. Jan Boelens
9. Daniel Prens
10. Mustafa Yildirim
11. Soedesh Jankie
12. Ramon Barends
13. Joop Klomp
14. Sevim Gerkakan
15. Denis Wood
16. Hüseyin Akyol
17. Edgar Wortmann
18. Cemile Kelekci
19. Mirjam Slippens
20. Hüseyin Kaya
21. Richard Sleegers
22. Ture Eijsbouts
23. Faisal Navmaly
24. Rob Bosma
25. Dick Twisterling